# فلاديمير كليتشكو
فلاديمير كليتشكو (بالأوكرانية: Кличко Володимир Володимирович) مواليد 25 مارس 1976 في سيماي، الجمهورية الكازاخية السوفيتية الاشتراكية، الاتحاد السوفيتي، هو ملاكم أوكراني يصنف ضمن فئة الوزن الثقيل. حقق بطولة رابطة الملاكمة العالمية وبطولة الاتحاد الدولي للملاكمة وبطولة منظمة الملاكمة العالمية. شارك في دورة الألعاب الأولمبية الصيفية.

## إحصائيات
خاض خلال مسيرته 68 نزالا، فاز في 64 وخسر في 4. فاز بالضربة القاضية في 53 نزالا.

## الميداليات
| الميدالية | المسابقة                       |
| --------- | ------------------------------ |
| ذهبية     | الألعاب الأولمبية الصيفية 1996 |

## روابط خارجية
- فلاديمير كليتشكو على موقع IMDb (الإنجليزية)
- فلاديمير كليتشكو على موقع الموسوعة البريطانية (الإنجليزية)
- فلاديمير كليتشكو على موقع قاعدة بيانات الفيلم (الإنجليزية)
- فلاديمير كليتشكو على موقع كينوبويسك (الروسية)
- فلاديمير كليتشكو على موقع بوكس ريك (الإنجليزية) (registration required)
- فلاديمير كليتشكو على موقع أوليمبيديا (الإنجليزية)